# Corvette K-225
Pour plus de détails, voir Fiche technique et Distribution.
Corvette K-225 est un film américain réalisé par Richard Rosson et Howard Hawks (non crédité), sorti en 1943.

## Synopsis
Le Commandant MacClain est de retour au Canada avec le reste de son équipage, après que son navire a été détruit par un sous-marin allemand. Bien qu'on lui octroie un congé, il veut repartir en mer pour venger ses hommes qui ont été mitraillés par le U-Boot. 
Pendant qu'il attend une nouvelle affectation, il rencontre Joyce Cartwright, dont un frère était l'un des officiers morts pendant l'attaque. Ils tombent amoureux, malgré cela. Le nouveau navire, avec son équipage de 65 hommes, est affecté à l'escorte d'un convoi d'essence et d'armes à destination de l'Europe, et Paul Cartwright, le frère cadet de Joyce, fait partie des officiers à bord. Des sous-marins allemands sont signalés sur leur trajet.

## Fiche technique
- Titre original : Corvette K-225
- Titre français : Corvette K-225
- Réalisation : Richard Rosson et Howard Hawks (non crédité)
- Scénario : John Rhodes Sturdy et Edward Chodorov (non crédité)
- Direction artistique : John B. Goodman et Robert F. Boyle
- Décors : Russell A. Gausman et A.J. Gilmore
- Photographie : Tony Gaudio, prises de vue du convoi par Harry Perry
- Son : Bernard B. Brown
- Montage : Edward Curtiss
- Musique : David Buttolph
- Production : Howard Hawks et Nate Blumberg (non crédité)
- Société de production : Universal Pictures
- Société de distribution : Universal Pictures
- Pays de production :  États-Unis
- Langue originale : anglais
- Format : noir et blanc — 35 mm — 1,37:1 — son Mono
- Genre : Film de guerre
- Durée : 96 minutes
- Dates de sortie : 
  - Canada : 19 octobre 1943, première mondiale à Ottawa
  - États-Unis : 20 octobre 1943
  - France : 5 mai 1950

## Distribution
- Randolph Scott : Capitaine de corvette MacCain
- Ella Raines : Joyce Cartwright
- James Brown : Sous-lieutenant Paul Cartwright
- Barry Fitzgerald : Stooky O'Meara
- Andy Devine : Walsh
- Noah Beery Jr. : Stone
- Fuzzy Knight : Cricket
- Richard Lane : l'amiral
- Thomas Gomez : Smithy
- David Bruce : Lieutenant Rawlins
- Murray Alper : Jones
- James Flavin : Bill Gardner
- Walter Sande : Evans
- Edmund MacDonald : Lieutenant LeBlanc

## Chanson du film
- "Bless 'Em All" : paroles et musique de Jimmy Hughes, Frank Lake et Al Stillman

## Article annexe
- Sous-marins au cinéma et à la télévision